# Rosaria Console

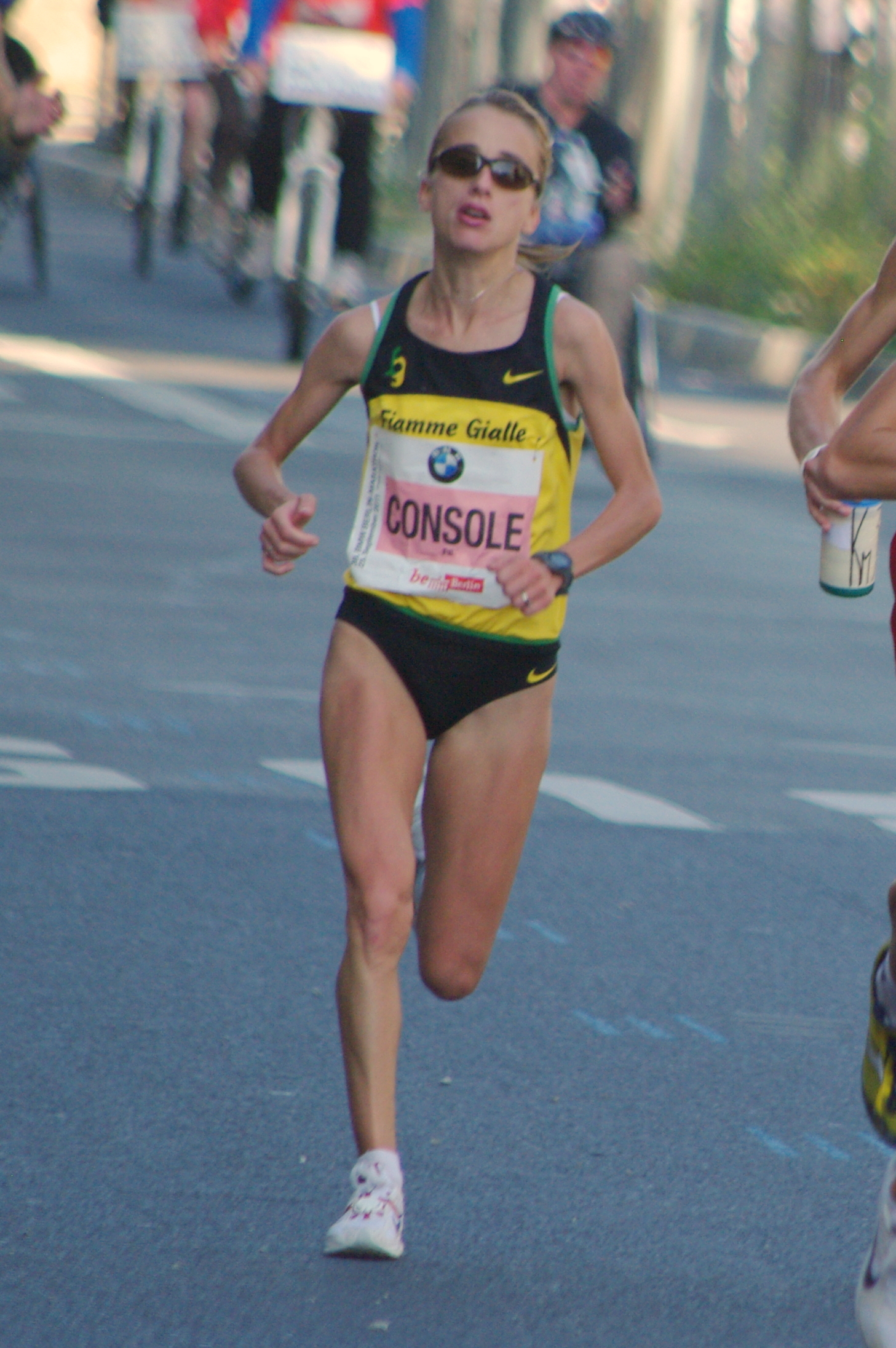
Console beim Berlin-Marathon 2011

Rosaria Console (* 17. Dezember 1979 in Martina Franca) ist eine italienische Langstreckenläuferin, die sich auf den Marathon spezialisiert hat.
Mit elf Jahren fing die Apulierin mit dem Laufsport an, angeregt durch ihren Bruder. Ihr größter Erfolg auf der Bahn war ein zweiter Platz bei den U23-Europameisterschaften 1999. Zwei Jahre später gewann sie die Maratona di Sant’Antonio in Padua in 2:30:55 h und wurde für den Marathon der Weltmeisterschaften 2001 in Edmonton nominiert, bei dem sie den 20. Platz belegte.
Im Jahr darauf wurde sie Dritte beim Turin-Marathon und Fünfte beim Marathon der Europameisterschaften 2002 in München. 2003 stellte sie als Zweite des Paris-Marathons ihre Bestzeit von 2:27:48 h auf, wurde italienische Meisterin im Halbmarathon und Zweite beim Mailand-Marathon.
Bei den Olympischen Spielen 2004 in Athen belegte sie den 16. Platz. Zuvor in diesem Jahr war sie Dritte beim Rom-Marathon und Siegerin beim Vienna City Marathon.
Bei den Weltmeisterschaften 2005 in Helsinki kam sie auf den 19. Platz, bei den Europameisterschaften 2006 stürzte sie nach einer Kollision und musste frühzeitig aufgeben.
Die Läuferin mit dem Spitznamen „Rosalba“ ist 1,60 m groß, wiegt 42 kg und wird von Piero Incalza trainiert. Seit 2004 ist sie mit Daniele Caimmi, ebenfalls ein erfolgreicher Marathonläufer, verheiratet und seit 2007 Mutter einer Tochter.